# Fran Cotton
Francis Edward „Fran“ Cotton (* 3. Januar 1947 in Wigan) ist ein ehemaliger englischer Rugby-Union-Spieler. Er spielte als Pfeiler für die englische Nationalmannschaft, die British and Irish Lions und die Sale Sharks.
Cotton gab 1971 sein Debüt für England gegen Schottland. Drei Jahre später wurde er erstmals für eine Tour der Lions berücksichtigt. Er kam in allen vier Tests gegen Südafrika zum Einsatz. Die Lions verloren während dieser Tour kein einziges Spiel. 1977 reiste die Auswahl nach Neuseeland und er war erneut Teil des Kaders. Besonders ein Foto aus dem Spiel gegen die Junior All Blacks ging in die Geschichte ein. Es zeigt Cottons Gesicht voller Matsch, ein Sinnbild für die überaus schwierigen äußeren Bedingungen während der Tour durch Neuseeland.
Cotton sollte auch 1980 wieder für die Lions spielen, eine Perikarditis verhinderte dies jedoch. Er konnte nur in vier Spielen im Vorfeld der Testserie eingesetzt werden. Zunächst nahm man sogar an, er hätte einen Herzinfarkt erlitten. 1997 kehrte er jedoch in die Reihen der Lions zurück, diesmal als team manager der erfolgreichen Tour nach Südafrika. Seit seinem Karriereende betreibt er zusammen mit seinem Nationalmannschaftskollegen Steve Smith das Unternehmen Cotton Traders.